# Kızılyer
Kızılyer (türkisch für roter Grund/Ort) ist eine Kleinstadt im Landkreis Honaz der türkischen Provinz Denizli. Kızılyer liegt etwa 30 km östlich der Provinzhauptstadt Denizli und 7 km nordöstlich von Honaz. Kızılyer hatte laut der letzten Volkszählung 1.167 Einwohner (Stand Ende Dezember 2010).
Das Verwaltungsgebiet von Kızılyer gliedert sich in drei Stadtteile, Fatih Mahallesi, Yeni Mahallesi und Yukarı Mahallesi, die jeweils von einem Muhtar verwaltet werden.